# Llista de peixos de la República Centreafricana

Localització de la República Centreafricana a Àfrica

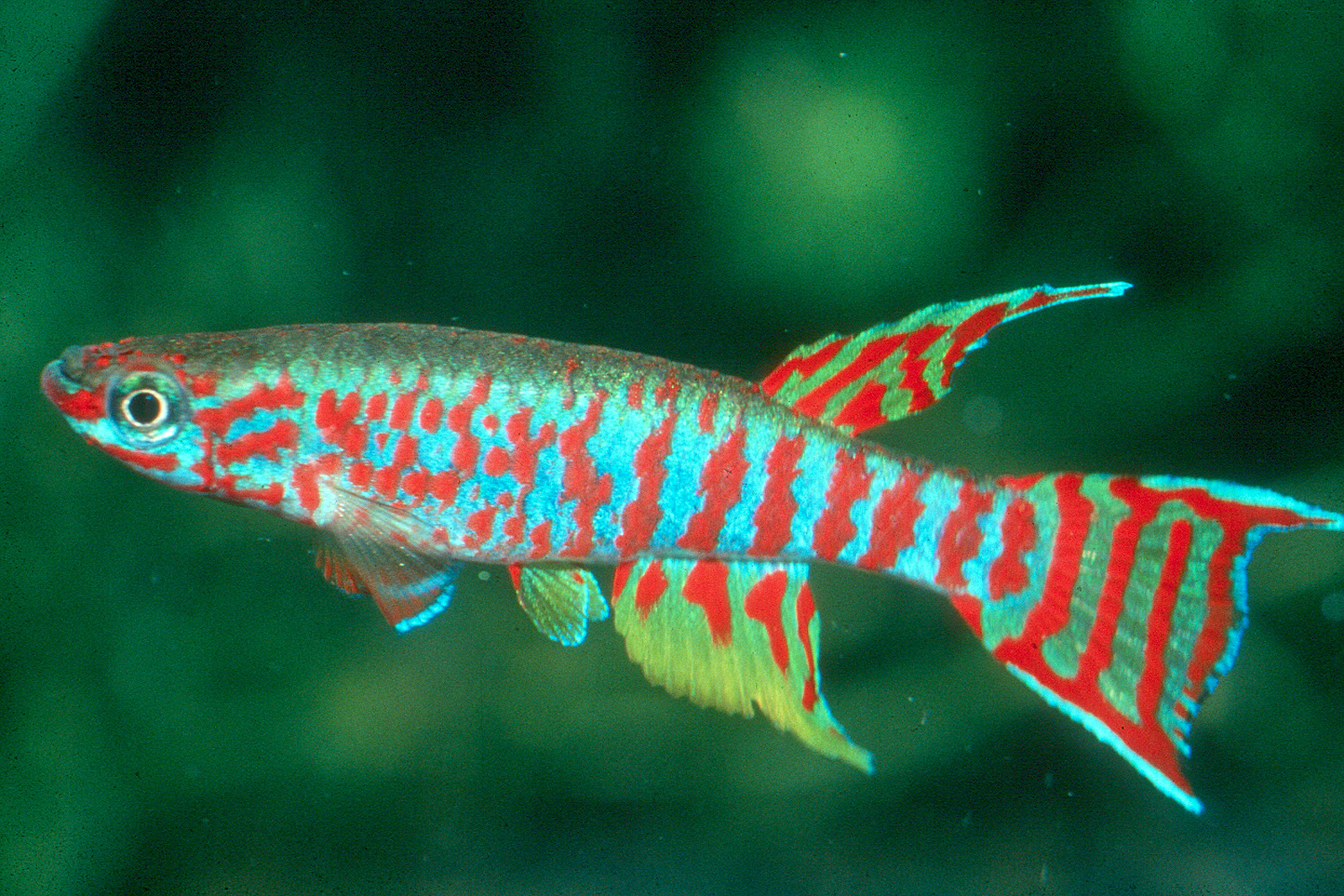
Aphyosemion elberti

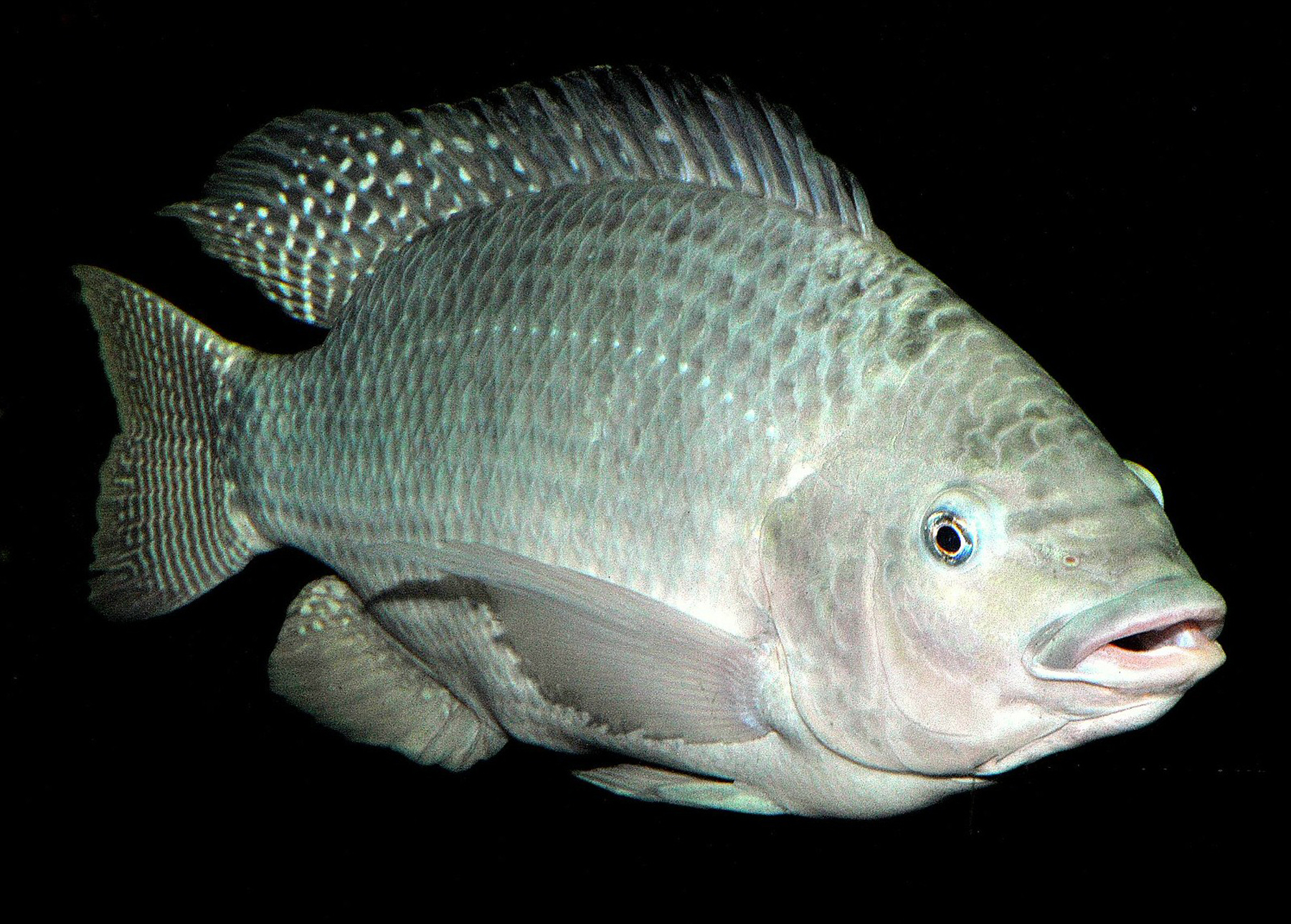
Tilàpia del Nil (Oreochromis niloticus)

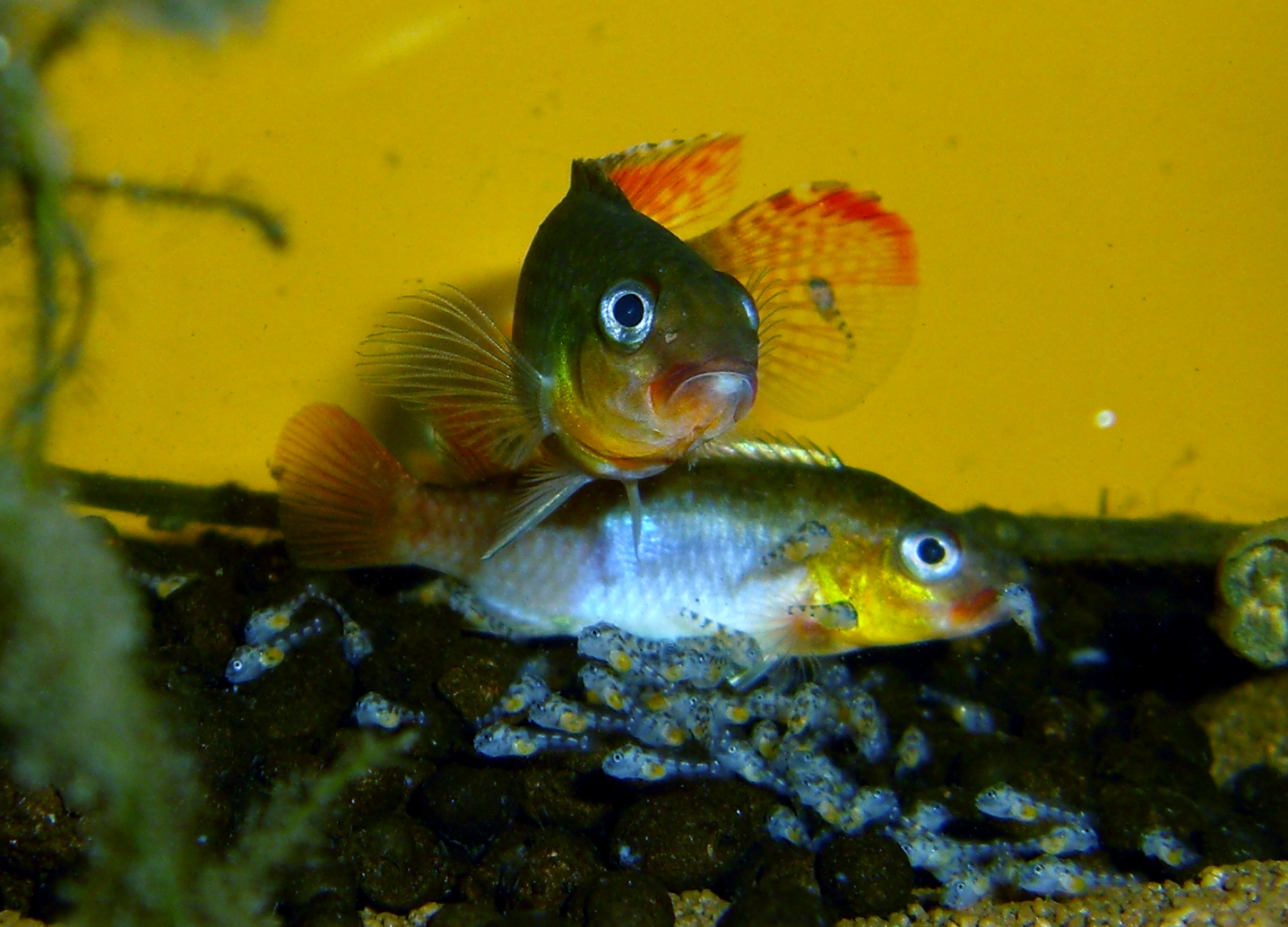
Congochromis sabinae

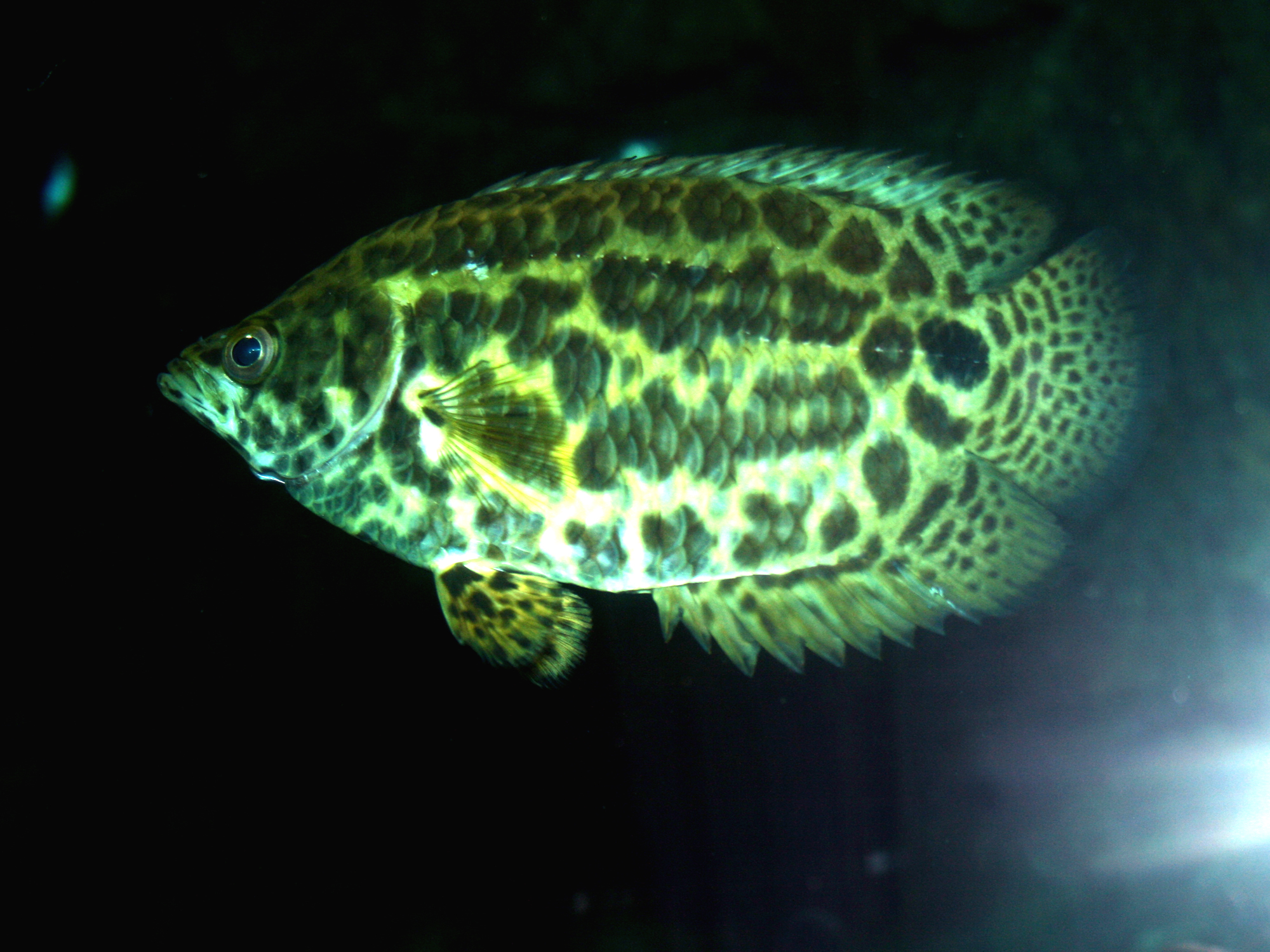
Ctenopoma acutirostre

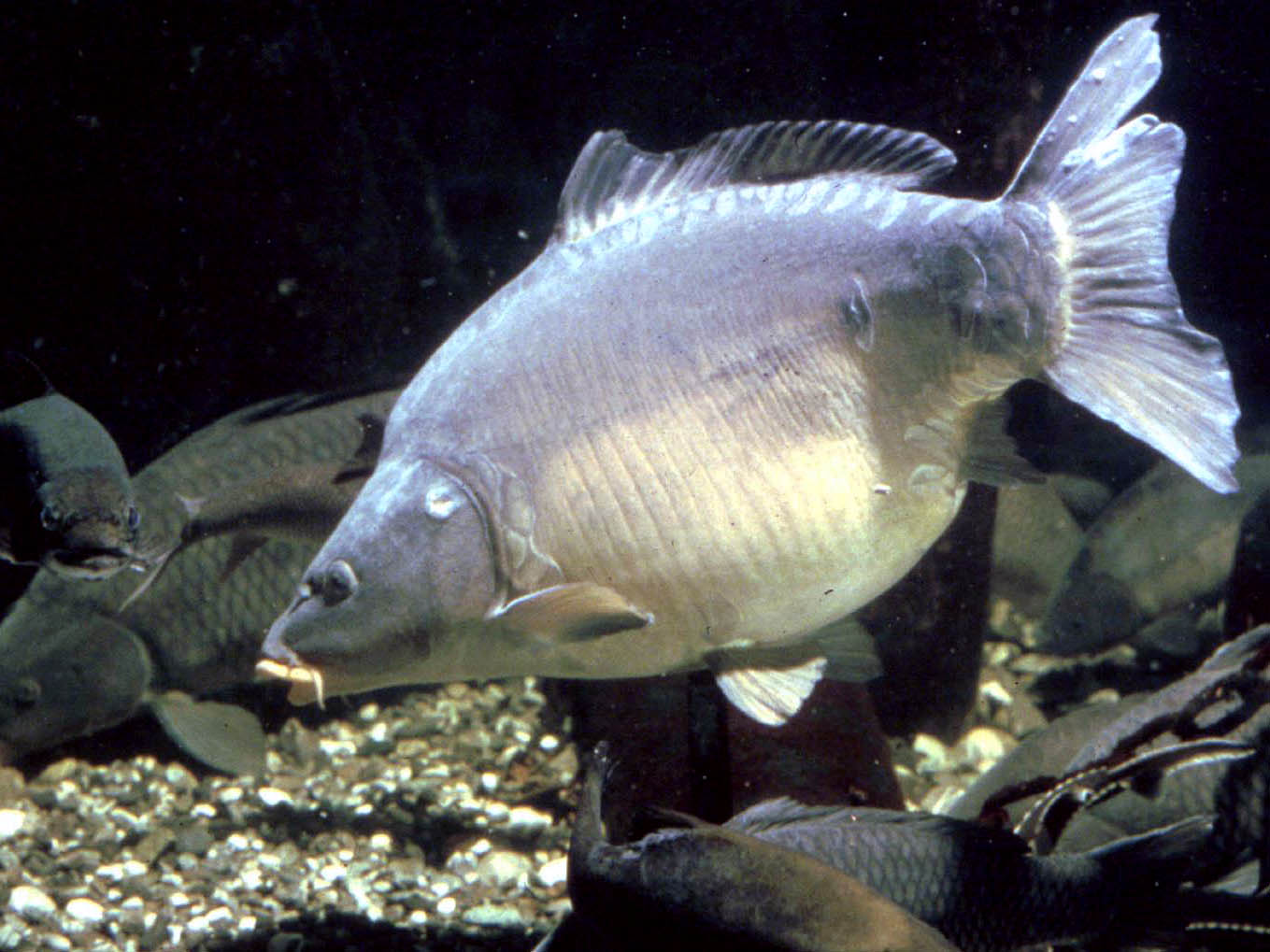
Carpa europea Cyprinus carpio

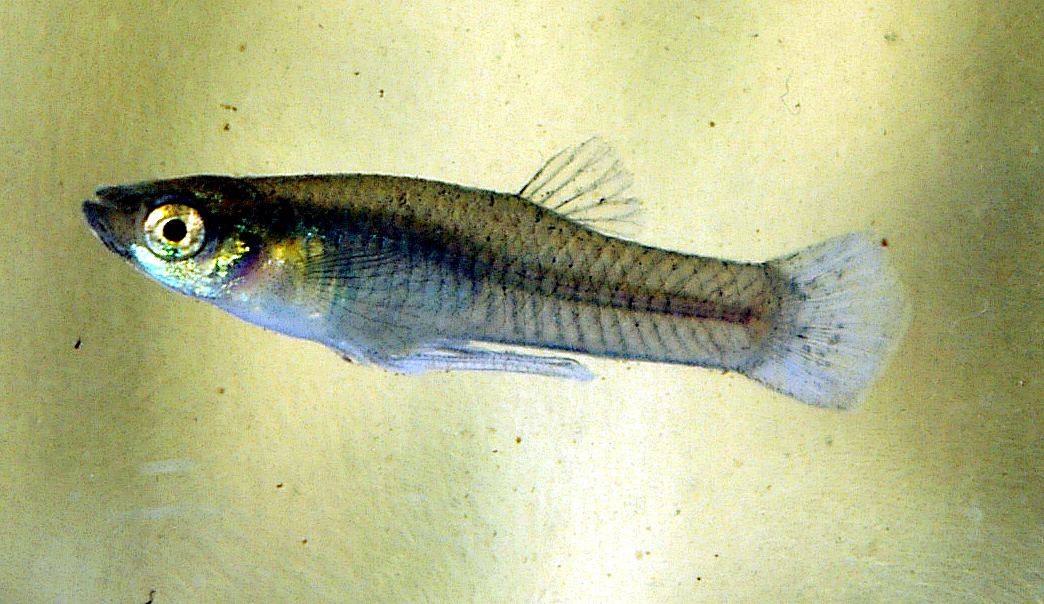
Moixó de moscard (Gambusia affinis)

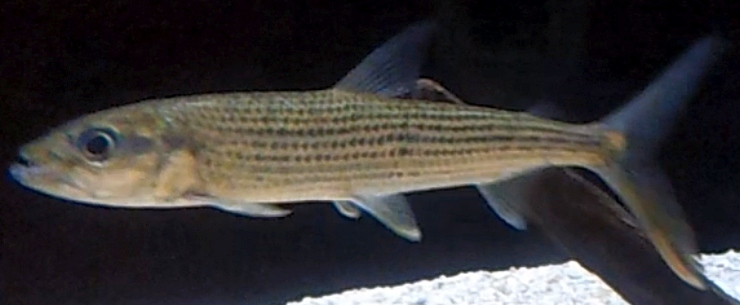
Hydrocynus forskahlii

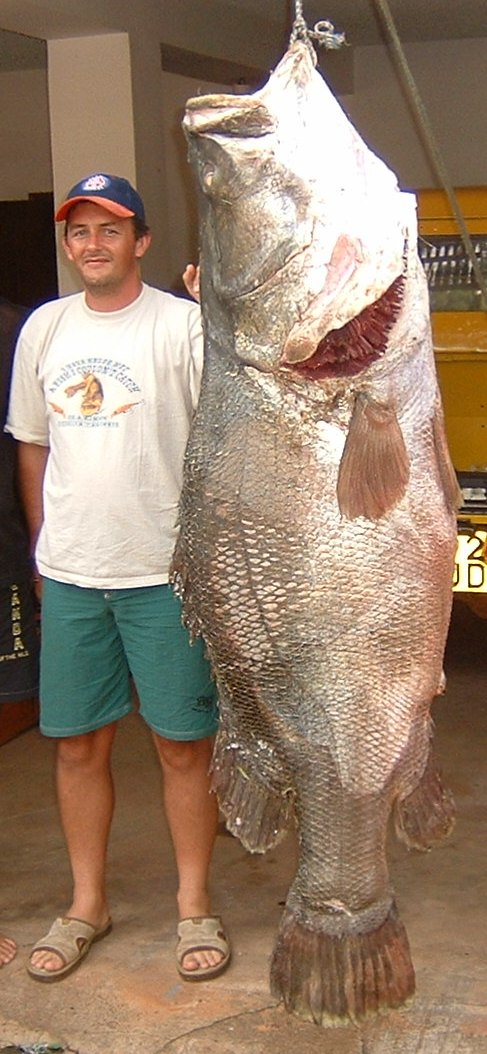
Perca del Nil (Lates niloticus)

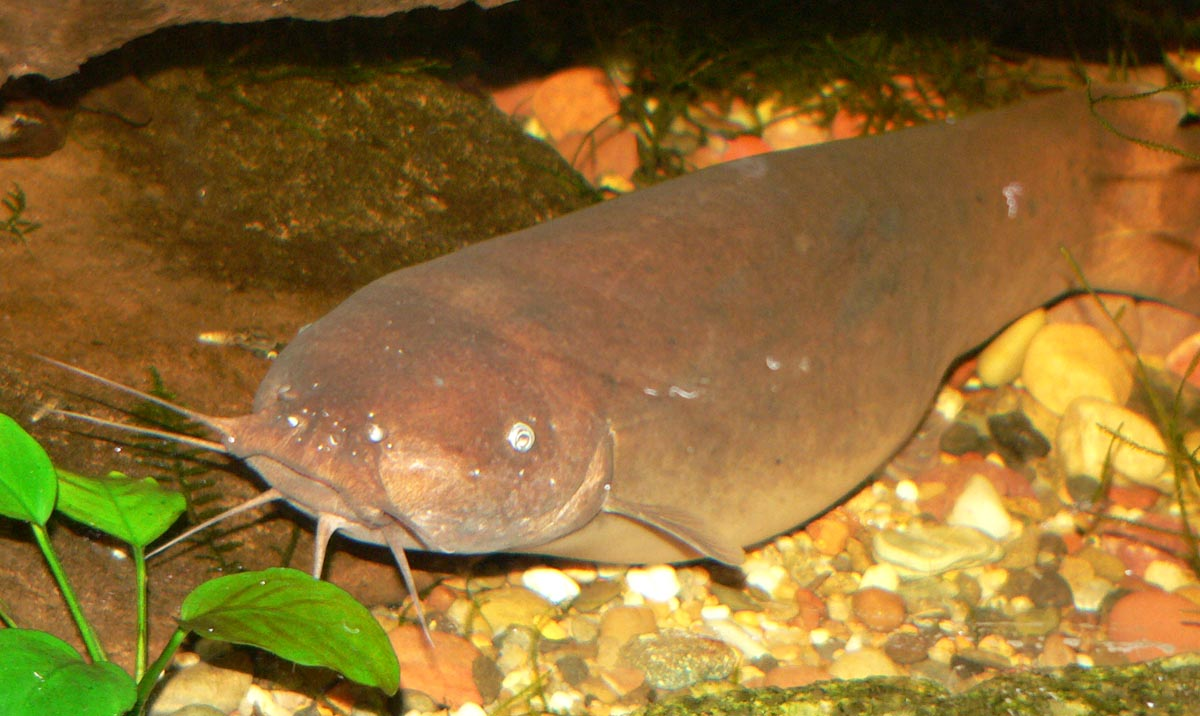
Malapterurus electricus

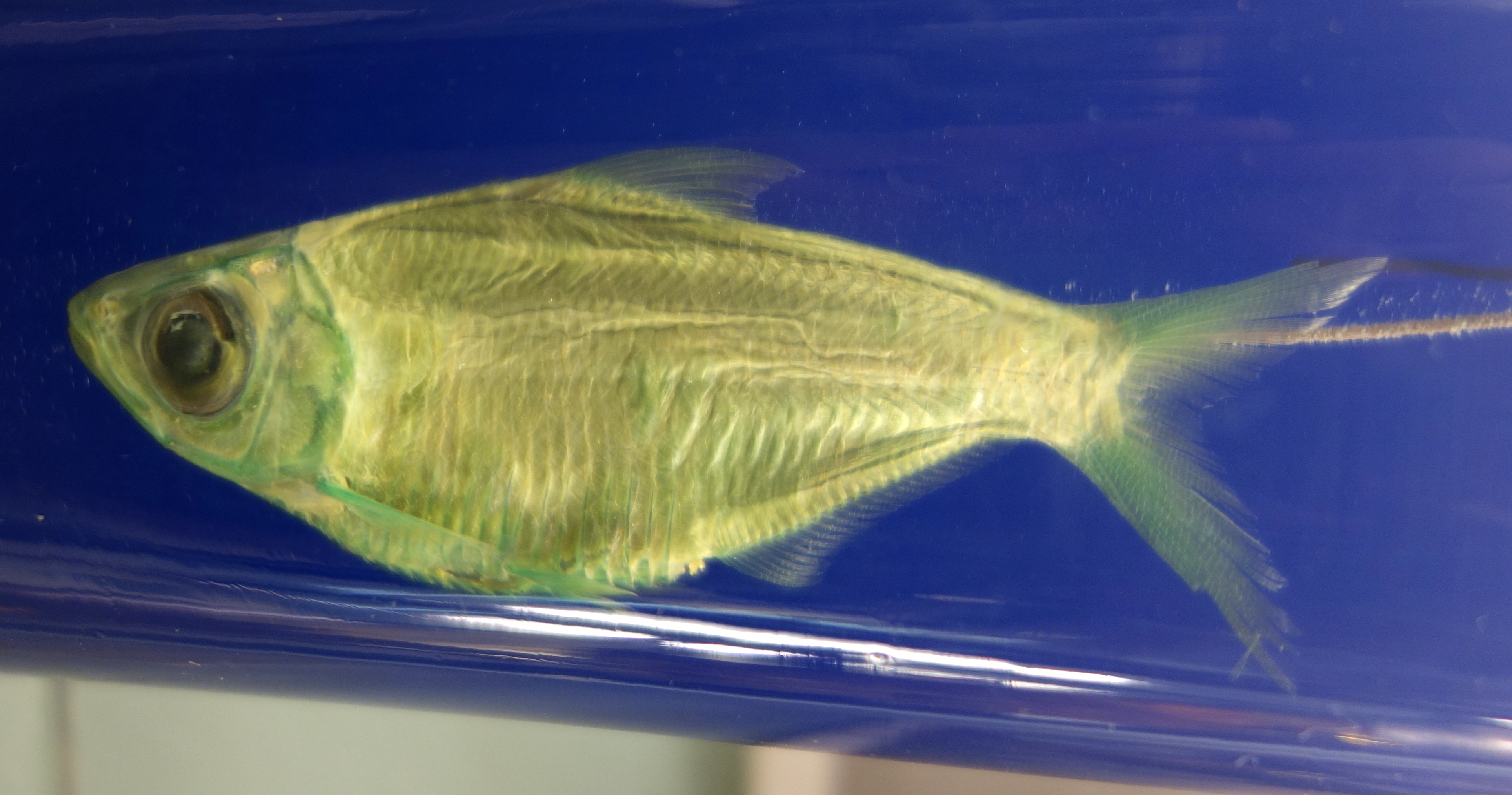
Microthrissa royauxi

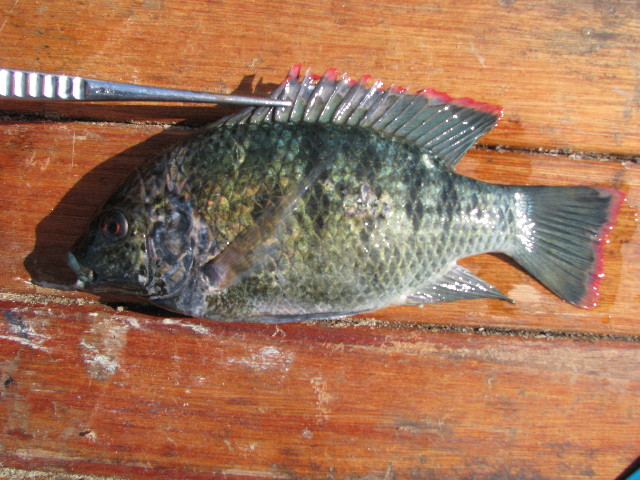
Oreochromis macrochir

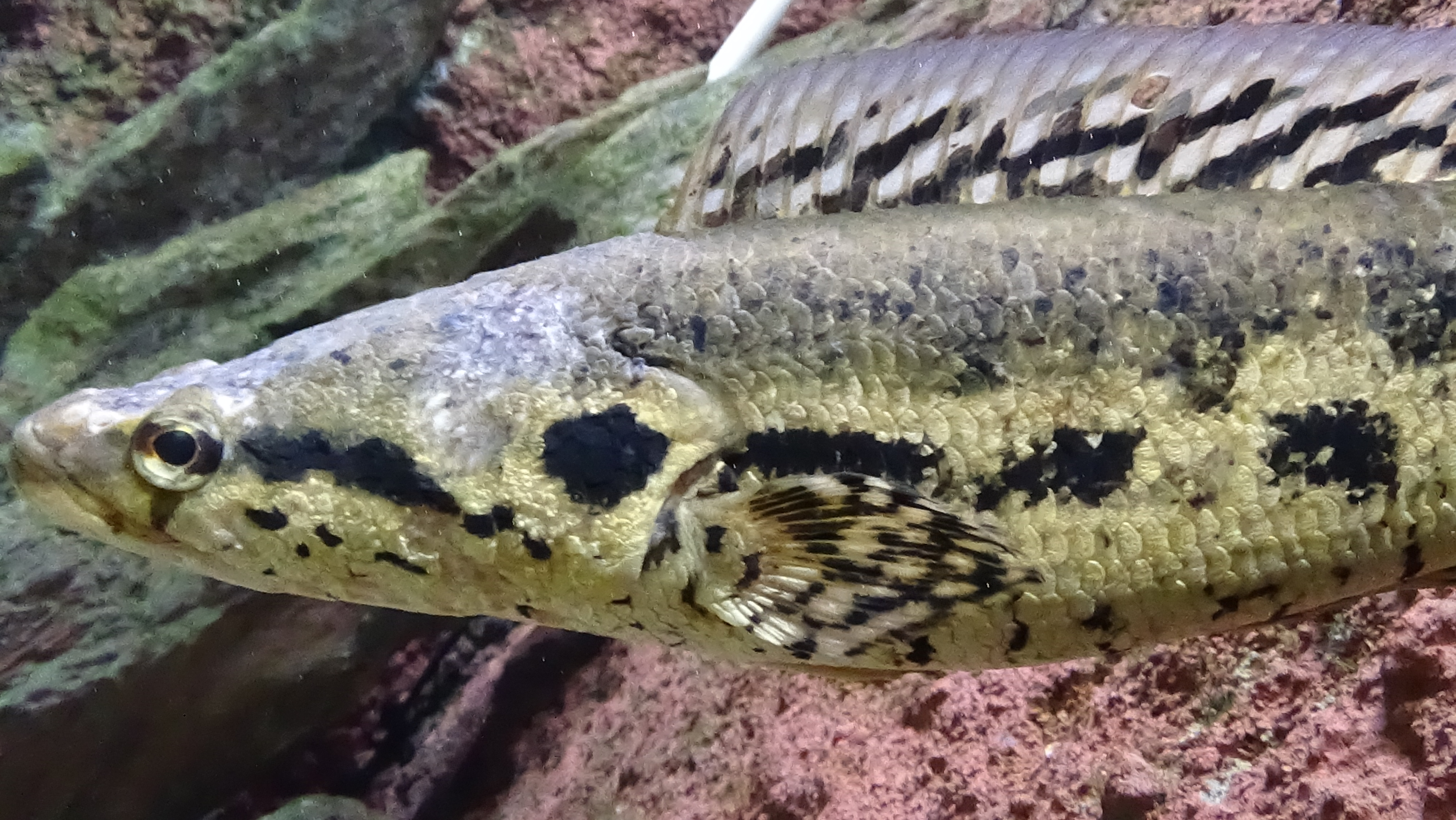
Parachanna obscura

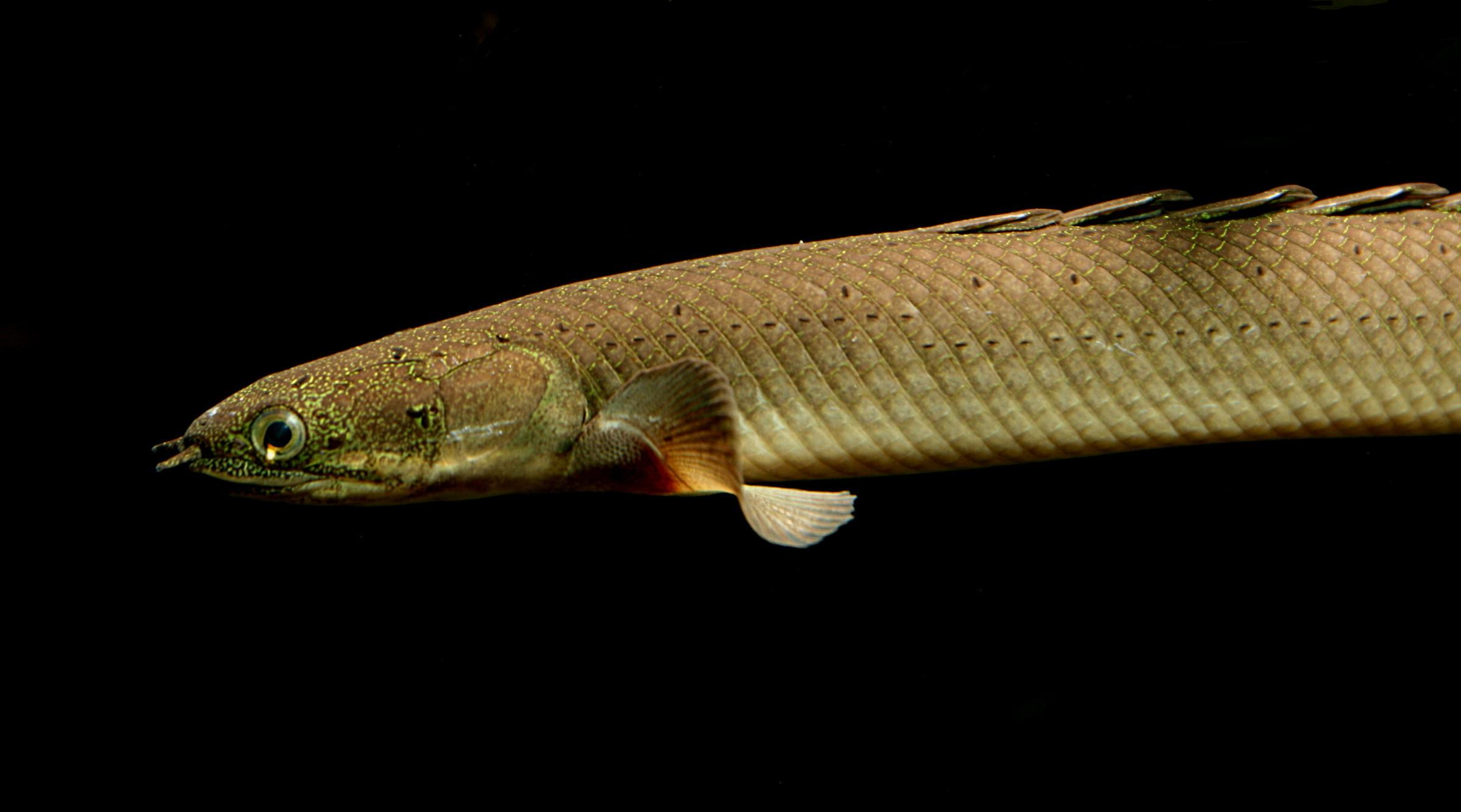
Polypterus senegalus

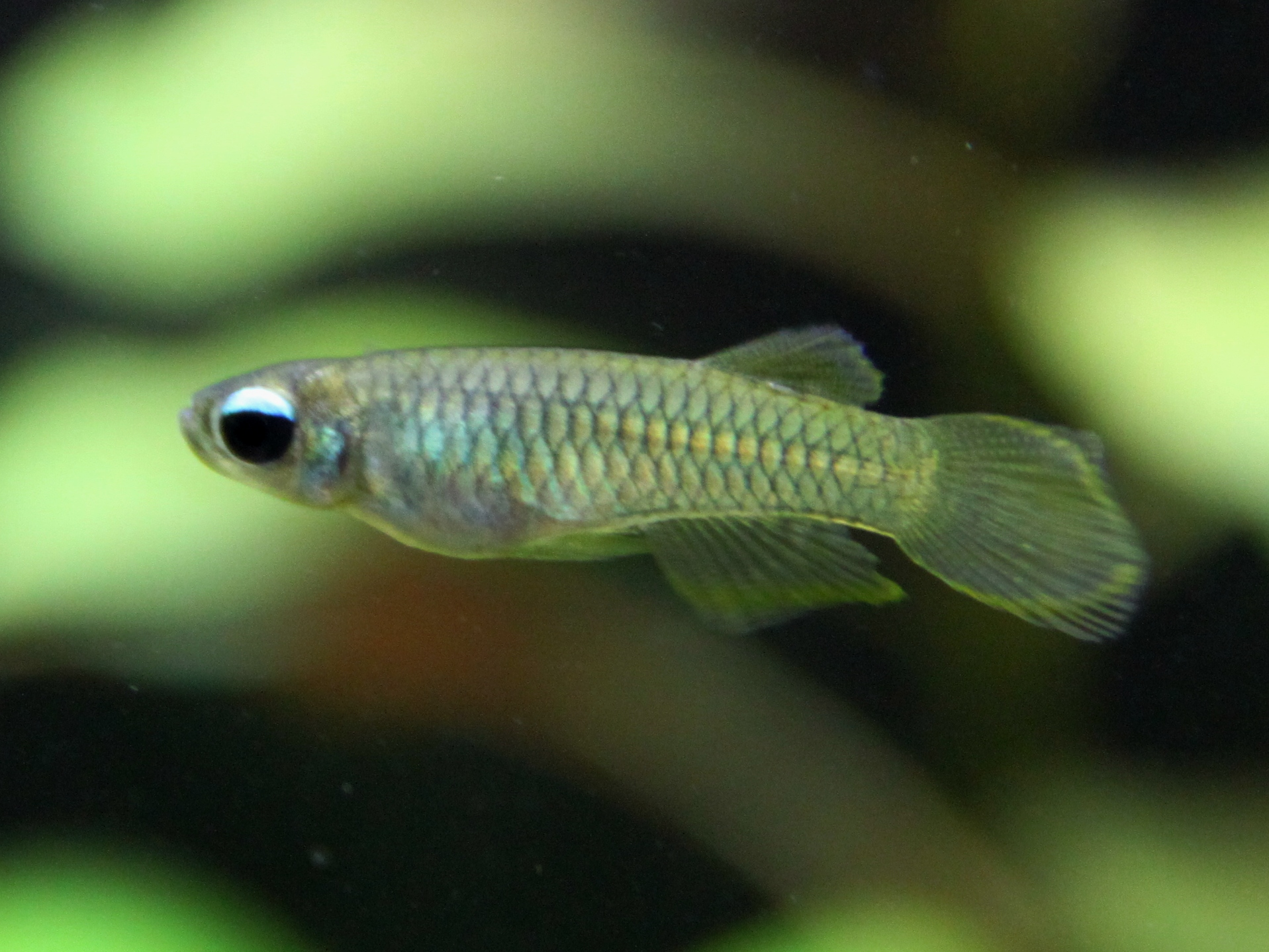
Poropanchax normani

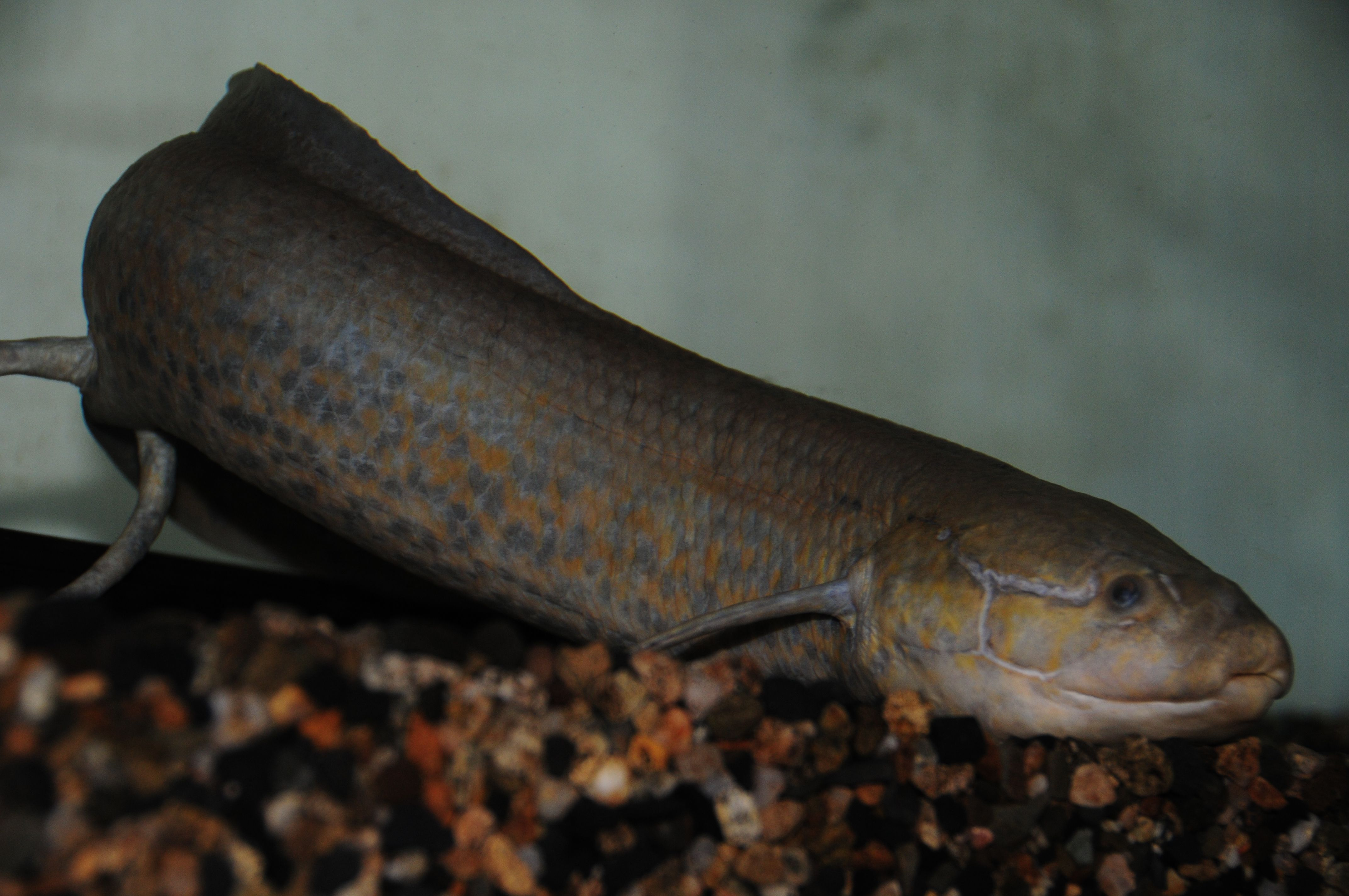
Protopterus annectens

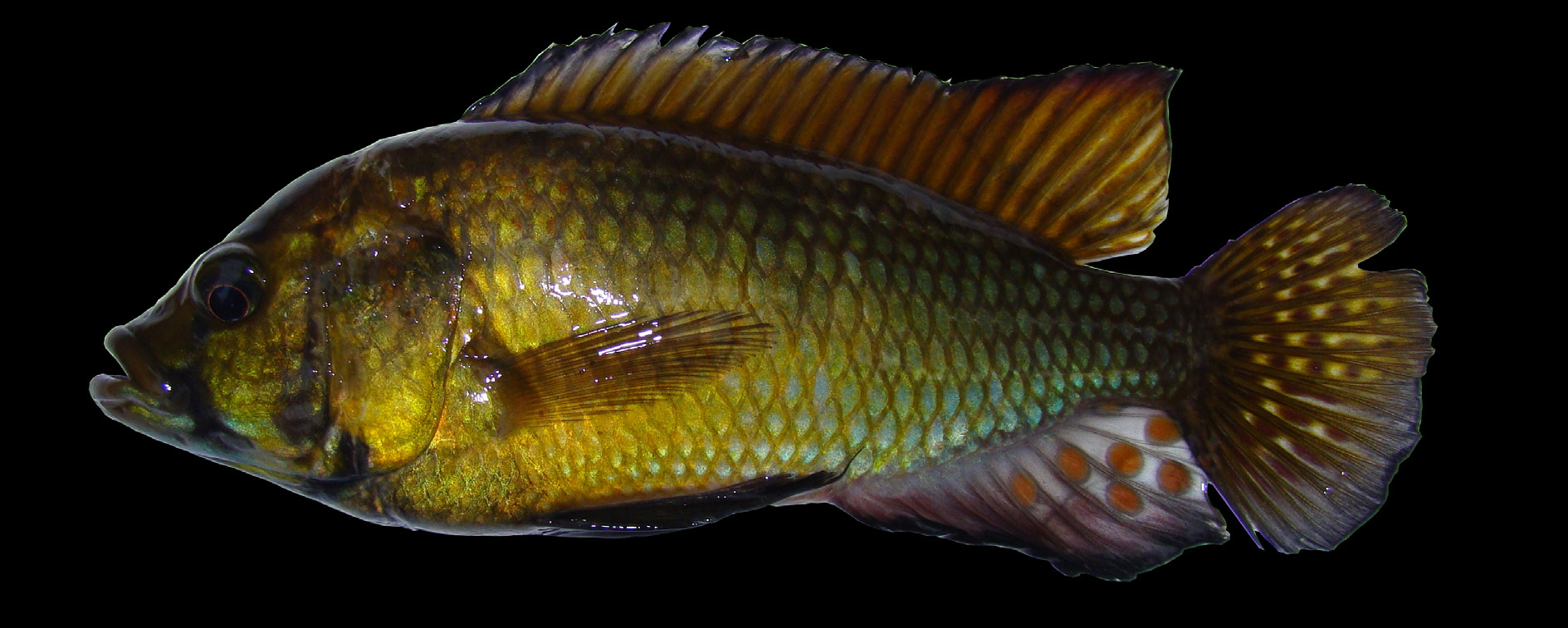
Astatoreochromis alluaudi

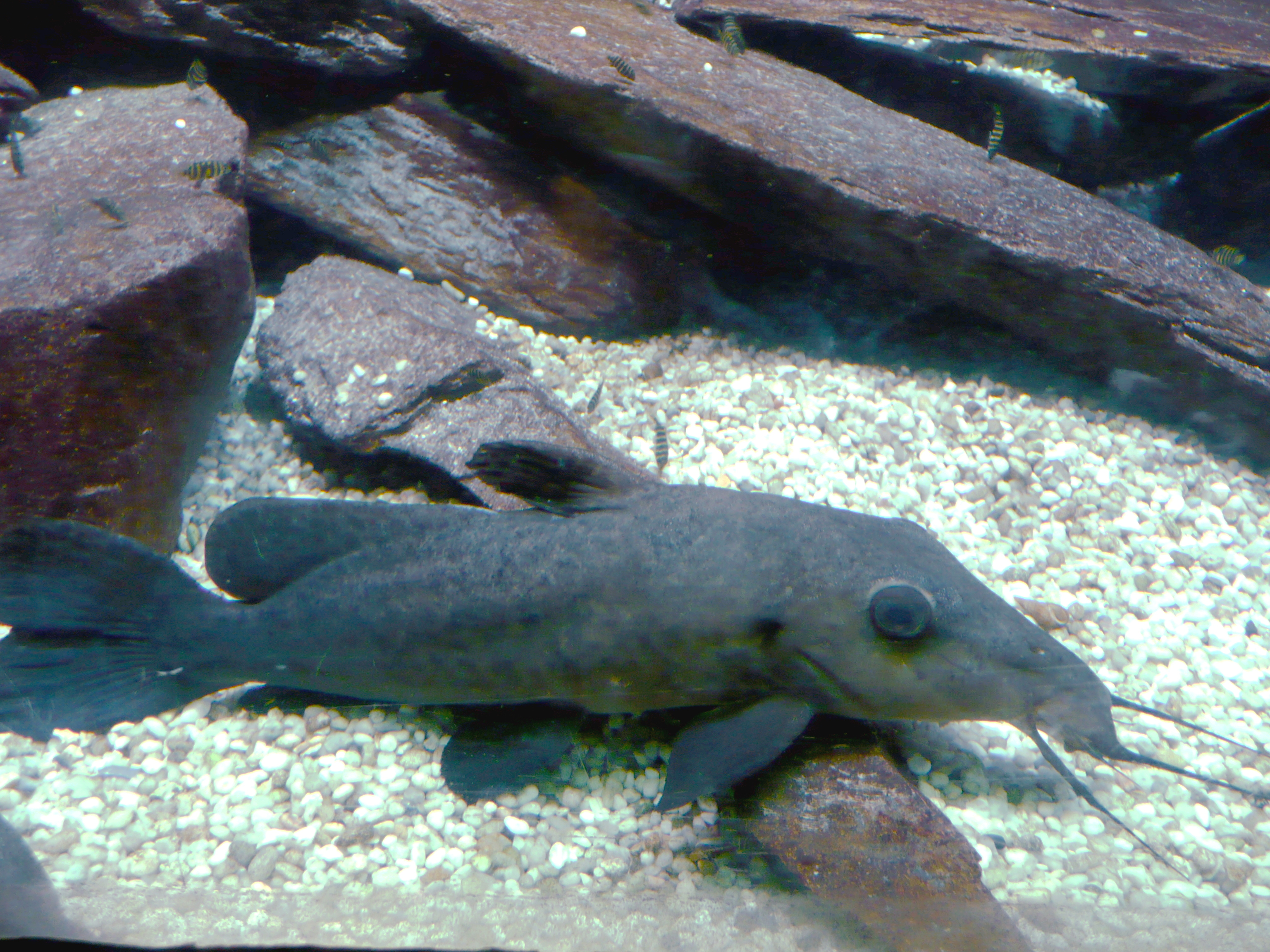
Auchenoglanis occidentalis

Aquesta llista de peixos de la República Centreafricana -incompleta- inclou 161 espècies de peixos que es poden trobar a la República Centreafricana ordenades per l'ordre alfabètic de llur nom científic.

## A
- Andersonia leptura
- Aphyosemion bualanum
- Aphyosemion christyi
- Aphyosemion decorsei
- Aphyosemion elberti
- Aphyosemion wildekampi
- Aplocheilichthys hutereaui
- Astatoreochromis alluaudi
- Auchenoglanis occidentalis

## B
- Bagrus bajad
- Bagrus docmak
- Barbus ablabes
- Barbus atromaculatus
- Barbus baudoni
- Barbus brazzai
- Barbus bynni
- Barbus castrasibutum
- Barbus macrops
- Barbus miolepis
- Barbus stigmasemion
- Barbus tomiensis
- Belonoglanis tenuis
- Brycinus abeli
- Brycinus macrolepidotus

## C
- Chelaethiops congicus
- Chelaethiops elongatus
- Chiloglanis batesii
- Chrysichthys wagenaari
- Citharinus gibbosus
- Citharinus macrolepis
- Clarias albopunctatus
- Clarias angolensis
- Clarias buthupogon
- Clarias camerunensis
- Clarias gabonensis
- Clarias gariepinus
- Clypeobarbus pleuropholis
- Congochromis dimidiatus
- Congochromis sabinae
- Congoglanis alula
- Congothrissa gossei
- Ctenochromis oligacanthus
- Ctenopoma acutirostre
- Cyprinus carpio

## D
- Distichodus affinis
- Distichodus antonii
- Distichodus atroventralis
- Distichodus fasciolatus
- Distichodus lusosso

## E
- Epiplatys bifasciatus
- Epiplatys chevalieri
- Epiplatys mesogramma
- Epiplatys spilargyreius
- Euchilichthys dybowskii
- Eugnathichthys eetveldii
- Eugnathichthys macroterolepis

## G
- Gambusia affinis

## H
- Hepsetus odoe
- Heterobranchus longifilis
- Heterotis niloticus
- Hydrocynus forskahlii

## L
- Labeo barbatus
- Labeo chariensis
- Labeo cyclopinnis
- Labeo cyclorhynchus
- Labeo greenii
- Labeo lineatus
- Labeo longipinnis
- Labeo nasus
- Labeo parvus
- Labeo simpsoni
- Labeo weeksii
- Lamprologus congoensis
- Lamprologus mocquardi
- Lates niloticus
- Leptocypris lujae
- Leptocypris modestus
- Leptoglanis xenognathus

## M
- Malapterurus electricus
- Malapterurus microstoma
- Malapterurus monsembeensis
- Marcusenius senegalensis
- Marcusenius stanleyanus
- Mastacembelus congicus
- Mastacembelus decorsei
- Mastacembelus robertsi
- Mastacembelus traversi
- Microctenopoma lineatum
- Micropanchax pfaffi
- Microthrissa congica
- Microthrissa royauxi
- Mormyrops masuianus
- Mormyrus caballus
- Mormyrus thomasi

## N
- Nannocharax ansorgii
- Nannocharax brevis
- Nannocharax elongatus
- Nannocharax fasciatus
- Nannocharax hollyi
- Nannocharax lineomaculatus
- Nannocharax occidentalis
- Nannocharax pteron
- Nannocharax taenia
- Neolebias unifasciatus

## O
- Odaxothrissa losera
- Opsaridium engrauloides
- Opsaridium ubangiense
- Oreochromis macrochir
- Oreochromis niloticus
- Oxymormyrus zanclirostris

## P
- Parachanna obscura
- Parauchenoglanis balayi
- Petrocephalus christyi
- Petrocephalus grandoculis
- Petrocephalus haullevillii
- Petrocephalus pulsivertens
- Petrocephalus sauvagii
- Petrocephalus simus
- Petrocephalus zakoni
- Phago boulengeri
- Phago intermedius
- Pollimyrus brevis
- Pollimyrus guttatus
- Pollimyrus isidori
- Pollimyrus plagiostoma
- Polypterus endlicherii
- Polypterus retropinnis
- Polypterus senegalus
- Poropanchax normani
- Potamothrissa acutirostris
- Potamothrissa obtusirostris
- Protopterus annectens
- Protopterus dolloi
- Psammphiletria nasuta
- Pterochromis congicus

## R
- Raiamas buchholzi
- Raiamas salmolucius
- Rhabdalestes yokai

## S
- Sarotherodon galilaeus
- Schilbe intermedius
- Schilbe marmoratus
- Schilbe mystus
- Siluranodon auritus
- Steatocranus ubanguiensis
- Synodontis acanthomias
- Synodontis batensoda
- Synodontis eupterus
- Synodontis filamentosus
- Synodontis membranaceus
- Synodontis schall
- Synodontis vaillanti
- Synodontis violaceus

## T
- Tetracamphilius angustifrons
- Tetracamphilius clandestinus
- Tetracamphilius notatus
- Tetracamphilius pectinatus
- Tilapia zillii
- Tylochromis labrodon
- Tylochromis robertsi
- Tylochromis variabilis

## Z
- Zaireichthys mandevillei[1]